# Église Saint-Laurent de Saint-Laurs
Pour les articles homonymes, voir Église Saint-Laurent.
L'église Saint-Laurent est un édifice religieux situé dans la commune de Saint-Laurs dans le département des Deux-Sèvres en France. Remontant au XIe siècle, l'église est dédiée à saint Laurent de Rome.

## Histoire et architecture
L'église est bâtie à l'initiative d'un dénommé Pouzin qui en fait don vers 1060 à l'abbaye Saint-Pierre de Bourgueil. Situé côté nord, le clocher carré en est la plus ancienne partie conservée. La nef est reconstruite au XIXe siècle pour accueillir les fidèles de toutes origines venus travailler à la mine de charbon locale. Aux XVe siècle et XVIe siècle, trois chapelles sont ajoutées : deux côtés sud et une côté nord, adjacente au clocher.

## Mobilier
L'église compte trois autels. Dans le chœur, le grand-autel est orné de représentations du Christ et des pèlerins d'Emmaüs, de saint Laurent et de sainte Catherine de Sienne. La chapelle nord est dédiée à la Vierge, avec une statue de Notre-Dame de Lourdes. Côté sud, l'autel dédié « aux enfants de Saint-Laurs morts pour la Patrie » arbore un portrait de Théophane Vénard.
Les statues, caractéristiques des dévotions des XIXe siècle et XXe siècle, incluent Antoine de Padoue, Thérèse de l'Enfant Jésus, Louis-Marie Grignion de Montfort, Bernadette Soubirous, Radegonde ou encore Jeanne d'Arc.
Le clocher abrite les fonts baptismaux et une reproduction du Saint Thomas à la pique de Georges de La Tour. Une plaque évoque le martyre de l'abbé Sabouraud, curé de Saint-Laurs, supplicié par les huguenots vers 1568.
Le vitrail principal représente saint Laurent et sainte Barbe, patronne des mineurs. C'est une œuvre du maître-verrier Julien Fournier datée de 1896.

## Galerie

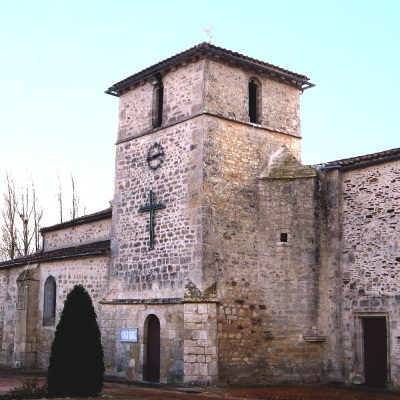
Le clocher.
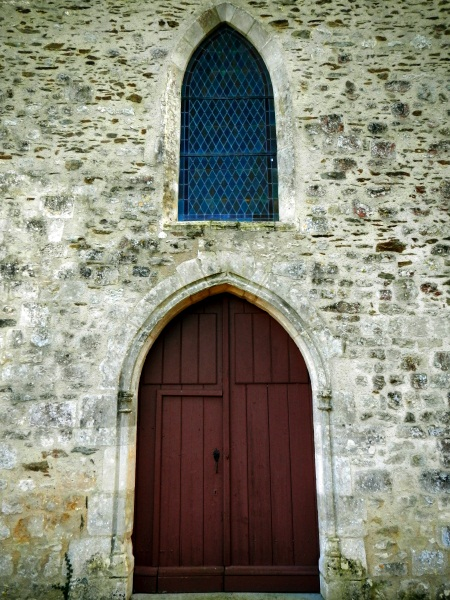
Le portail.
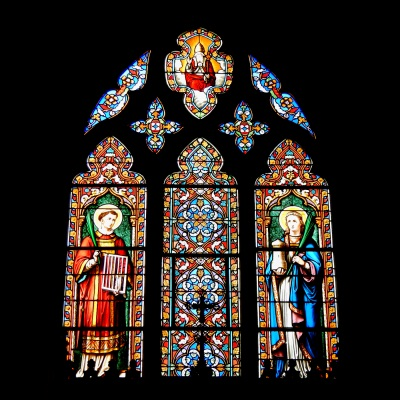
Le grand vitrail.